# العلاقات السودانية المجرية
العلاقات السودانية المجرية هي العلاقات الثنائية التي تجمع بين السودان والمجر.

## مقارنة بين البلدين
هذه مقارنة عامة ومرجعية للدولتين:
| وجه المقارنة                                              | السودان                     | المجر                                                       |
| --------------------------------------------------------- | --------------------------- | ----------------------------------------------------------- |
| المساحة (كم2)                                             | 1.89 مليون                  | 93.04 ألف                                                   |
| عدد السكان (نسمة)                                         | 40.53 مليون                 | 9.78 مليون                                                  |
| الكثافة السكانية (ن./كم²)                                 | 21.44                       | 105.12                                                      |
| العاصمة                                                   | الخرطوم                     | بودابست                                                     |
| اللغة الرسمية                                             | اللغة العربية، لغة إنجليزية | لغة مجرية                                                   |
| العملة                                                    | جنيه سوداني                 | فورنت مجري                                                  |
| الناتج المحلي الإجمالي (بليون دولار)                      | 117.49 مليار                | 139.14 مليار                                                |
| الناتج المحلي الإجمالي (تعادل القوة الشرائية) بليون دولار | 176.55 مليار                | 260.42 مليار                                                |
| الناتج المحلي الإجمالي الاسمي للفرد دولار أمريكي          | 2.41 ألف                    | 12.36 ألف                                                   |
| الناتج المحلي الإجمالي للفرد دولار أمريكي                 | 4.07 ألف                    | 25.07 ألف                                                   |
| مؤشر التنمية البشرية                                      | 0.479                       | 0.828                                                       |
| رمز المكالمات الدولي                                      | +249                        | +36                                                         |
| رمز الإنترنت                                              | سودان                       | .hu                                                         |
| المنطقة الزمنية                                           | ت ع م+03:00، ت ع م+02:00    | ت ع م+01:00، ت ع م+02:00، أوروبا/بودابست ‏، توقيت وسط أوروبا |

## منظمات دولية مشتركة
يشترك البلدان في عضوية مجموعة من المنظمات الدولية، منها:
| علم المنظمة | اسم المنظمة                               | تاريخ انضمام السودان | تاريخ انضمام المجر |
| ----------- | ----------------------------------------- | -------------------- | ------------------ |
|             | الاتحاد البريدي العالمي                   | ?                    | ?                  |
|             | يونسكو                                    | 26 نوفمبر 1956       | 14 سبتمبر 1948     |
|             | البنك الدولي للإنشاء والتعمير             | 5 سبتمبر 1957        | 7 يوليو 1982       |
|             | وكالة ضمان الاستثمار متعدد الأطراف        | 7 نوفمبر 1991        | 21 أبريل 1988      |
|             | الاتحاد الدولي للاتصالات                  | 23 أكتوبر 1957       | 1866               |
|             | منظمة الشرطة الجنائية الدولية             | ?                    | ?                  |
|             | مؤسسة التمويل الدولية                     | 21 أكتوبر 1960       | 29 أبريل 1985      |
|             | الأمم المتحدة                             | 12 نوفمبر 1956       | 14 ديسمبر 1955     |
|             | مؤسسة التنمية الدولية                     | 24 سبتمبر 1960       | 29 أبريل 1985      |
|             | الفريق المعني برصد الأرض                  | ?                    | ?                  |
|             | منظمة حظر الأسلحة الكيميائية              | ?                    | ?                  |
|             | المركز الدولي لتسوية المنازعات الاستشارية | 9 مايو 1973          | 6 مارس 1987        |

## أعلام
هذه قائمة لبعض الشخصيات التي تربطها علاقات بالبلدين:
- مجراب

## وصلات خارجية
- موقع وزارة الخارجية السودانية
- موقع وزارة الخارجية المجرية